# Gujan-Mestras
Gujan-Mestras là một xã trong tỉnh Gironde, thuộc vùng Nouvelle-Aquitaine của nước Pháp, có dân số là 14.958 người (thời điểm 1999). Gujan-Mestras nằm cạnh bờ nam của Bassin d´Arcachon, trong quận Bordeaux